# Afterlife of the Party
Afterlife of the Party (bra: Esticando a Festa; prt: Afterlife of the Party ) é um filme americano de comédia sobrenatural de 2021 dirigido por Stephen Herek e escrito por Carrie Freedle. É estrelado por Victoria Justice, Midori Francis, Timothy Renouf, Adam Garcia, Gloria Garcia e Spencer Sutherland. A trama explora a vida de duas amigas que, ao atingir a idade adulta, enfrentam desafios em uma amizade de muitos anos. Foi lançado em 2 de setembro de 2021 na Netflix.
Até 7 de setembro, era o filme mais assistido da plataforma, recebendo críticas mistas elogiando as atuações de Justice e Francis.

## Enredo
Cassie e Lisa são melhores amigas desde a primeira série. Agora, como adultas, seus interesses e vidas sociais mudaram. Cassie é uma festeira que adora diversão, enquanto Lisa vive uma vida isolada, longe da maioria das interações sociais. Um dia, Cassie convence Lisa a ir a uma festa e, antes de irem, elas encontram Max, que vive uma vida muito parecida com a de Lisa, se mudando para a casa ao lado. Max e Lisa parecem gostar um do outro.
Cassie e Lisa vão para um clube e começam uma discussão logo depois, quando alguns conhecidos de Cassie chamam-na para ir para outras festas, fazendo Lisa decidir ir embora. Durante a discussão, Lisa aponta que a amizade delas mudou e que Cassie está sempre tentando fingir ser outra pessoa e elas percebem que não têm mais nada em comum. Elas se separam e, mais tarde naquela noite, Cassie vai para casa e desmaia em seu quarto.
Quando ela acorda, ela vai ao banheiro com ressaca, tropeça e bate com a cabeça no vaso sanitário, causando sua morte. Ela acorda em uma sala e conhece Val, uma treinadora de anjos que explica que Cassie está morta há mais de um ano e antes de chegar à "Festa da vida após a morte no Céu" tem uma lista de pessoas que ela precisa para ajudar como anjo da guarda. A lista inclui sua melhor amiga Lisa, seu pai e sua mãe Sofia. No entanto, Cassie precisa tentar descobrir a melhor maneira de ajudar cada um deles antes que o tempo acabe.

## Elenco
- Victoria Justice como Cassie[1]
- Midori Francis como Lisa[1]
- Robyn Scott[11] como Val
- Timothy Renouf[11] como Max
- Adam Garcia[11] como Howie
- Gloria Garcia[11] como Sofia
- Myfanwy Waring[11] como Emme
- Spencer Sutherland[11] como Koop

## Produção
Em outubro de 2020, foi anunciado que Victoria Justice e Midori Francis protagonizariam Afterlife of the Party, um filme dirigido por Stephen Herek para a Netflix. As gravações começaram em 21 de outubro de 2020 e foram concluídas em 6 de dezembro do mesmo ano, na Cidade do Cabo, África do Sul.

### Música
No mesmo dia da estreia do filme, o EP da trilha sonora foi lançado por Spencer Sutherland e Victoria Justice, que estrelaram o filme, e sua compositora, Jessica Rose Weiss.
| N.º            | Título         | Intérprete(s)      | Duração |  |
| 1.             | "Blush"        | Sutherland         | 3:06    |  |
| 2.             | "Drive"        | Sutherland         | 2:31    |  |
| 3.             | "Home"         | Sutherland Justice | 3:19    |  |
| 4.             | "One Look"     | Sutherland         | 3:25    |  |
| 5.             | "Score Suite"  | Weiss              | 8:28    |  |
| Duração total: | Duração total: | Duração total:     | 20:49   |  |

## Lançamento
O filme foi lançado em 2 de setembro de 2021 na Netflix. Em 7 de setembro, se tornou o filme mais popular da plataforma de acordo com o sistema de classificação.

## Recepção
No site agregador de críticas Rotten Tomatoes, o filme tem uma taxa de aprovação de 56% com base em 18 avaliações, com uma classificação média de 5/10.
Christy Lemire, escrevendo para a RogerEbert.com, deu ao filme uma pontuação de 1,5/4 estrelas, dizendo que o filme "tenta alcançar tanto o humor físico exagerado quanto emoções comoventes [mas] não consegue atingir nenhum dos dois, ficando preso em um terreno desconfortável entre os extremos," e acrescentou: "A autenticidade e a empolgação de Francis fazem você desejar que ela estivesse no centro do filme, em vez de ficar às margens dele." Ela concluiu: "Justice pode ter uma presença marcante na tela, mas ela só consegue fazer muito com obras que não sejam de apelos celestiais."
Jennifer Green, da Common Sense Media, deu ao filme uma pontuação de 3/5 estrelas, escrevendo: "Parte do problema é que a ideia central de Afterlife of the Party é bastante triste... mas o filme faz de tudo na primeira metade para tratá-la como uma comédia pura"; no entanto, ela elogiou a segunda metade do filme, dizendo: "O roteiro explora o que Cassie está deixando para trás e permite que os personagens realmente sintam algo, mas a desconexão no tom é evidente."
Tatat Bunnag, do Bangkok Post, descreveu o filme como "uma comédia romântica de fantasia estereotipada que faz o que já foi feito antes, mas adapta o formato para os millennials e para a geração Z", e acrescentou: "Apesar de ser bastante previsível, o drama e os elementos emocionantes foram muito bem executados."